# 1915年
1915年（1915 ねん）は、西暦（グレゴリオ暦）による、金曜日から始まる平年。大正4年。

## 他の紀年法
- 干支 : 乙卯
- 日本（月日は一致）
  - 大正4年
  - 皇紀2575年
- 中国（月日は一致）
  - 中華民国4年
- 朝鮮（月日は一致）
  - 檀紀4248年
  - 主体4年
- ベトナム
  - 阮朝 : 維新8年11月16日 - 維新9年11月25日
- モンゴル国
  - 共戴4年11月16日 - 共戴5年4月26日（グレゴリオ暦6月8日）
- 仏滅紀元 : 2457年閏10月1日 - 2458年閏9月10日
- ヒジュラ暦（イスラム暦） : 1333年2月14日 - 1334年2月23日
- ユダヤ暦 : 5675年4月15日 - 5676年4月24日
- 修正ユリウス日(MJD) : 20498 - 20862
- リリウス日(LD) : 121339 - 121703

※檀紀は、大韓民国で1948年に法的根拠を与えられたが、1962年からは公式な場では使用されていない。

※主体暦は、朝鮮民主主義人民共和国で1997年に制定された。

## カレンダー
| 1月 |    |    |    |    |    |    |
| 日  | 月 | 火 | 水 | 木 | 金 | 土 |
|     |    |    |    |    | 1  | 2  |
| 3   | 4  | 5  | 6  | 7  | 8  | 9  |
| 10  | 11 | 12 | 13 | 14 | 15 | 16 |
| 17  | 18 | 19 | 20 | 21 | 22 | 23 |
| 24  | 25 | 26 | 27 | 28 | 29 | 30 |
| 31  |    |    |    |    |    |    |
|     |    |    |    |    |    |    |

| 2月 |    |    |    |    |    |    |
| 日  | 月 | 火 | 水 | 木 | 金 | 土 |
|     | 1  | 2  | 3  | 4  | 5  | 6  |
| 7   | 8  | 9  | 10 | 11 | 12 | 13 |
| 14  | 15 | 16 | 17 | 18 | 19 | 20 |
| 21  | 22 | 23 | 24 | 25 | 26 | 27 |
| 28  |    |    |    |    |    |    |
|     |    |    |    |    |    |    |

| 3月 |    |    |    |    |    |    |
| 日  | 月 | 火 | 水 | 木 | 金 | 土 |
|     | 1  | 2  | 3  | 4  | 5  | 6  |
| 7   | 8  | 9  | 10 | 11 | 12 | 13 |
| 14  | 15 | 16 | 17 | 18 | 19 | 20 |
| 21  | 22 | 23 | 24 | 25 | 26 | 27 |
| 28  | 29 | 30 | 31 |    |    |    |
|     |    |    |    |    |    |    |

| 4月 |    |    |    |    |    |    |
| 日  | 月 | 火 | 水 | 木 | 金 | 土 |
|     |    |    |    | 1  | 2  | 3  |
| 4   | 5  | 6  | 7  | 8  | 9  | 10 |
| 11  | 12 | 13 | 14 | 15 | 16 | 17 |
| 18  | 19 | 20 | 21 | 22 | 23 | 24 |
| 25  | 26 | 27 | 28 | 29 | 30 |    |
|     |    |    |    |    |    |    |

| 5月 |    |    |    |    |    |    |
| 日  | 月 | 火 | 水 | 木 | 金 | 土 |
|     |    |    |    |    |    | 1  |
| 2   | 3  | 4  | 5  | 6  | 7  | 8  |
| 9   | 10 | 11 | 12 | 13 | 14 | 15 |
| 16  | 17 | 18 | 19 | 20 | 21 | 22 |
| 23  | 24 | 25 | 26 | 27 | 28 | 29 |
| 30  | 31 |    |    |    |    |    |
|     |    |    |    |    |    |    |

| 6月 |    |    |    |    |    |    |
| 日  | 月 | 火 | 水 | 木 | 金 | 土 |
|     |    | 1  | 2  | 3  | 4  | 5  |
| 6   | 7  | 8  | 9  | 10 | 11 | 12 |
| 13  | 14 | 15 | 16 | 17 | 18 | 19 |
| 20  | 21 | 22 | 23 | 24 | 25 | 26 |
| 27  | 28 | 29 | 30 |    |    |    |
|     |    |    |    |    |    |    |

| 7月 |    |    |    |    |    |    |
| 日  | 月 | 火 | 水 | 木 | 金 | 土 |
|     |    |    |    | 1  | 2  | 3  |
| 4   | 5  | 6  | 7  | 8  | 9  | 10 |
| 11  | 12 | 13 | 14 | 15 | 16 | 17 |
| 18  | 19 | 20 | 21 | 22 | 23 | 24 |
| 25  | 26 | 27 | 28 | 29 | 30 | 31 |
|     |    |    |    |    |    |    |

| 8月 |    |    |    |    |    |    |
| 日  | 月 | 火 | 水 | 木 | 金 | 土 |
| 1   | 2  | 3  | 4  | 5  | 6  | 7  |
| 8   | 9  | 10 | 11 | 12 | 13 | 14 |
| 15  | 16 | 17 | 18 | 19 | 20 | 21 |
| 22  | 23 | 24 | 25 | 26 | 27 | 28 |
| 29  | 30 | 31 |    |    |    |    |
|     |    |    |    |    |    |    |

| 9月 |    |    |    |    |    |    |
| 日  | 月 | 火 | 水 | 木 | 金 | 土 |
|     |    |    | 1  | 2  | 3  | 4  |
| 5   | 6  | 7  | 8  | 9  | 10 | 11 |
| 12  | 13 | 14 | 15 | 16 | 17 | 18 |
| 19  | 20 | 21 | 22 | 23 | 24 | 25 |
| 26  | 27 | 28 | 29 | 30 |    |    |
|     |    |    |    |    |    |    |

| 10月 |    |    |    |    |    |    |
| 日   | 月 | 火 | 水 | 木 | 金 | 土 |
|      |    |    |    |    | 1  | 2  |
| 3    | 4  | 5  | 6  | 7  | 8  | 9  |
| 10   | 11 | 12 | 13 | 14 | 15 | 16 |
| 17   | 18 | 19 | 20 | 21 | 22 | 23 |
| 24   | 25 | 26 | 27 | 28 | 29 | 30 |
| 31   |    |    |    |    |    |    |
|      |    |    |    |    |    |    |

| 11月 |    |    |    |    |    |    |
| 日   | 月 | 火 | 水 | 木 | 金 | 土 |
|      | 1  | 2  | 3  | 4  | 5  | 6  |
| 7    | 8  | 9  | 10 | 11 | 12 | 13 |
| 14   | 15 | 16 | 17 | 18 | 19 | 20 |
| 21   | 22 | 23 | 24 | 25 | 26 | 27 |
| 28   | 29 | 30 |    |    |    |    |
|      |    |    |    |    |    |    |

| 12月 |    |    |    |    |    |    |
| 日   | 月 | 火 | 水 | 木 | 金 | 土 |
|      |    |    | 1  | 2  | 3  | 4  |
| 5    | 6  | 7  | 8  | 9  | 10 | 11 |
| 12   | 13 | 14 | 15 | 16 | 17 | 18 |
| 19   | 20 | 21 | 22 | 23 | 24 | 25 |
| 26   | 27 | 28 | 29 | 30 | 31 |    |
|      |    |    |    |    |    |    |

## できごと

### 1月
- 1月13日 - イタリア王国アヴェッツァーノで大地震（M6.8、死者約3万人）
- 1月18日 - 日本が中華民国の袁世凱政権に対華21ヶ条を要求する。
- 1月19日 - 第一次世界大戦: 独軍が英本土をツェッペリン飛行船で空爆を開始する。
- 1月24日 - テキサス州でサンディエゴ計画が発覚する。

### 2月
- 2月4日 - 第一次世界大戦:ドイツ海軍がイギリス周辺を交戦海域に指定して、Uボートによる無制限潜水艦戦が開始される。
- 2月8日 - 『國民の創生』公開（監督：D・W・グリフィス）。アメリカ映画最初の長編作品。

### 3月
- 3月18日 - 第一次世界大戦：連合国によるダーダネルス海峡進攻作戦（ガリポリの戦い）が失敗。
- 3月19日 - 冥王星が初めて写った写真が撮影される。(当時は認知されず1930年の冥王星発見後に判明)
- 3月25日 - 第12回衆議院議員総選挙

### 4月
- 4月22日 - ベルギーで行われた第二次イーペル会戦で、ドイツ軍が毒ガス使用。フランス兵15000人が中毒を起こし、その内のおよそ5000人が死亡。
- 4月26日 - 第一次世界大戦：イタリアが連合国側に参戦する代わりに、南ティロル、ダルマチアなどを得るロンドン密約が結ばれる。

### 5月
- 5月7日 - イギリス客船ルシタニアが、ドイツのUボートの攻撃を受けて沈没する（ルシタニア号事件）。乗客1198人が死去。その内、米国人が139人。
- 5月9日 - 袁世凱政権が日本の対華21ヶ条要求を受諾
- 5月17日 - 第36特別議会召集
- 5月23日 - 第一次世界大戦：イタリアが連合国側で参戦
- 5月25日 - 梁瀬長太郎が梁瀬商会（現在のヤナセ）を設立。

### 6月
- 6月7日 - ロシア・中華民国・モンゴル、キャフタ協定に調印。モンゴルに対する中華民国の宗主権の存在に合意。
- 6月23日 - 第一次イゾンツォの戦い（〜7月7日）

### 7月
- 7月18日 - 第二次イゾンツォの戦い（〜8月3日）
- 7月某日 - 米国がハイチを占領する。
- 7月某日 - 第一次世界大戦：イギリスがフサイン・マクマホン協定を結び、戦後のアラブ独立を約束する。
- 7月某日 - 石原純、論文「重力の相対論」（「東北帝大理科報告」）

### 8月
- 8月17日 - 反ユダヤ主義: 米アトランタで少女殺害容疑により服役していたユダヤ系受刑者を群衆が刑務所より拉致、リンチにかけ殺害。（レオ・フランク事件）
- 8月18日 - 第1回全国中等学校優勝野球大会 （後の全国高等学校野球選手権大会）が大阪府の豊中球場で開幕
- 8月30日 - 第一次世界大戦:ドイツ海軍、Uボート部隊に商船への無警告攻撃を禁止する布告を出す。

### 9月
- 9月5日 - スイスのツィマーバルト（英語版）で社会主義者国際反戦会議が開催

### 10月
- 10月11日 - 第一次世界大戦：ブルガリアが同盟国側で参戦
- 10月18日 - 第三次イゾンツォの戦い（〜11月3日）
- 10月19日 - 第一次世界大戦：日本が戦後の権益に関する連合国側の秘密協定であるロンドン宣言に加入
- 10月20日 - 大阪府立大阪医学校を府立大阪医科大学へ改組（専門学校令準拠のまま改称、大学令による旧制大学では無い）

### 11月
- 11月10日 - 第四次イゾンツォの戦い（〜12月2日）
- 11月15日 - 高知県で県史上初の映画館「鳳館（おおとりかん）」での興業が始まる[1]。
- 11月29日 - 第37議会召集
- 11月某日 - 田辺元「最近の自然科学」

### 12月
- 12月9日 - 三毛別羆事件発生
- 12月12日 - 袁世凱が中華帝国の皇帝を宣し、元号を洪憲とした。
- 12月25日 - 高知県で映画館「世界館（せかいかん）」での興業が始まる[1]。
- 12月27日 - 高知県で演劇場「旭座」の興業が許可される[1]。
- 12月 - 恩賜財団済生会により財団本部直営の病院として「済生会芝病院」（現・東京都済生会中央病院）開設。初代院長は北里柴三郎。

### 日付不詳
- サマセット・モーム『人間の絆』
- 芥川龍之介『羅生門』

## 周年
以下に、過去の主な出来事からの区切りの良い年数（周年）を記す。
- 1月10日 - 福澤諭吉生誕80周年。
- 4月14日 - リンカーン大統領暗殺事件から50年。
- 9月5日 - 日露戦争による日露講和条約（ポーツマス条約）締結10周年。

## スポーツ
- 中等学校野球
  - 第1回全国中等学校優勝野球大会 京都第二中学 2-1 秋田中学 （8月18日 - 23日）
- 大相撲（幕内最高優勝）
  - 春場所　鳳谷五郎
  - 夏場所　太刀山峯右エ門

## 誕生

### 1月
- 1月1日 - 北村治禧、彫刻家（+ 2001年）
- 1月2日 - 5代目柳家小さん、落語家（+ 2002年）
- 1月2日 - 古川正男、元プロ野球選手（+ 生死不明）
- 1月2日 - 星玲子、女優（+ 2003年）
- 1月2日 - むのたけじ、ジャーナリスト（+ 2016年）
- 1月4日 - 桑野通子、女優（+ 1946年）
- 1月8日 - 佐々木良作、政治家・民社党委員長（+ 2000年）
- 1月14日 - フェリックス・カスパー、フィギュアスケート選手（+ 2003年）
- 1月15日 - 高橋秀俊、物理学者（+ 1985年）
- 1月17日 - 後藤紀一、画家、小説家（+ 1990年）
- 1月17日 - 馬識途、小説家、政治家（+ 2024年）
- 1月27日 - ジャーク・ヒニズドフスキー、画家（+ 1985年）
- 1月29日 - ビル・ピート、脚本家（+ 2002年）
- 1月30日 - ジョン・プロヒューモ、イギリス陸相（+ 2006年）

### 2月
- 2月1日 - 大社義規、日本ハム創業者、日本ハム球団初代オーナー（+ 2005年）
- 2月1日 - スタンリー・マシューズ、サッカー選手（+ 2000年）
- 2月2日 - 二葉あき子、歌手（+ 2011年）
- 2月11日 - リチャード・ハミング、数学者・計算機科学者（+ 1998年）
- 2月13日 - 新富卯三郎、プロ野球選手（+ 1945年）
- 2月14日(戸籍上は2月21日) - 小松崎茂、画家、イラストレーター（+ 2001年）
- 2月15日 - 梅崎春生、小説家（+ 1965年）
- 2月16日 - 向山宏、合成技師（+ 生死不明）
- 2月18日 - ジョー・ゴードン、メジャーリーガー（+ 1978年）
- 2月20日 - 水の江瀧子、女優・映画プロデューサー（+ 2009年）
- 2月23日 - ポール・ティベッツ、アメリカ空軍将校（+ 2007年）
- 2月23日 - 野間宏、小説家（+ 1991年）
- 2月28日 - 小島信夫、小説家（+ 2006年）
- 2月28日 - 村田知栄子、女優（+ 1995年）

### 3月
- 3月5日 - ローラン・シュヴァルツ、数学者（+ 2002年）
- 3月7日 - 松田トシ、歌手・声楽家（+ 2011年）
- 3月16日 - 小平邦彦、数学者（+ 1997年）
- 3月20日 - スヴャトスラフ・リヒテル、ピアニスト（+ 1997年）
- 3月21日 - 松平永芳、靖国神社宮司（+ 2005年）
- 3月21日 - イリナ・ユスポヴァ、フェリックス・ユスポフの娘（+ 1983年）
- 3月22日 - 濃人渉、プロ野球選手（+ 1990年）
- 3月25日 - 笹崎僙、プロボクサー（+ 1996年）
- 3月25日 - 帖佐美行、彫金家（+ 2002年）
- 3月28日 - 濱谷浩、写真家（+ 1999年）
- 3月29日 - 佐藤功、法学者（+ 2006年）
- 3月29日 - 木藤才蔵、国文学者、日本女子大学名誉教授（+ 2014年）

### 4月
- 4月1日 - 鈴木鶴雄、プロ野球選手（+ 没年不明）
- 4月2日 - 飛鳥田一雄、政治家、社会党委員長、横浜市長（+ 1990年）
- 4月2日 - アル・バーリック、メジャーリーグ審判（+ 1995年）
- 4月4日 - 江口行男、元プロ野球選手（+ 没年不明）
- 4月6日 - 亀倉雄策、グラフィックデザイナー（+ 1997年）
- 4月6日 - 綿貫惣司、プロ野球選手（+ 没年不明）
- 4月7日 - ビリー・ホリデイ、ジャズ歌手（+ 1959年）
- 4月12日 - 森井茂、プロ野球選手（+ 1987年）
- 4月13日 - 大山デブ子、女優（+ 1981年）
- 4月21日 - ギャレット・ハーディン、生物学者（+ 2003年）
- 4月21日 - アンソニー・クイン、俳優（+ 2001年）
- 4月21日 - ロイド・L・リチャードソン、編集技師（+ 2002年）
- 4月24日 - 吉岡たすく、児童文化研究家（+ 2000年）

### 5月
- 5月6日 - オーソン・ウェルズ、俳優・演出家・映画監督（+ 1985年）
- 5月6日 - 岩佐直治、海軍軍人・真珠湾攻撃で戦死した九軍神の一人（+ 1941年）
- 5月7日 - 仁杉巌、鉄道技術者、西武ライオンズ球団元社長、元国鉄総裁（+ 2015年）
- 5月11日 - 小川利雄、プロ野球選手（+ 没年不詳）
- 5月12日 - 佐々木正、電子工学技術者、シャープ元副社長（+ 2018年[2]）
- 5月15日 - 牧野正蔵、競泳選手（+ 1987年）
- 5月15日 - ポール・サミュエルソン、アメリカ合衆国の近代経済学者、ノーベル経済学賞受賞者（+ 2009年）
- 5月22日 - 池田潤三、プロ野球選手（+ 没年不詳）
- 5月27日 - 枩浦潟達也、大相撲の力士（最高位小結）（+ 1945年）
- 5月28日 - ヴォルフガング・シュナイダーハン、ヴァイオリニスト（+ 2002年）
- 5月28日 - ジョーゼフ・グリーンバーグ、言語学者（+ 2001年）
- 5月29日 - 森弘太郎、プロ野球選手（+ 1966年）

### 6月
- 6月2日 - タピオ・ヴィルカラ、デザイナー・彫刻家（+ 1985年）
- 6月5日 - 井上雪子、女優（+ 2012年）
- 6月9日 - レス・ポール、ギタリスト（+ 2009年）
- 6月10日 - ソール・ベロー、小説家 （+ 2005年）
- 6月12日 - デイヴィッド・ロックフェラー、銀行家、実業家、ロックフェラー家当主（+ 2017年[3]）
- 6月15日 - 山本夏彦、随筆家（+ 2002年）
- 6月16日 - 堀江正夫、陸軍軍人(少佐)、陸上自衛官(陸将)、政治家（+ 2022年）
- 6月20日 - テレンス・ヤング、映画監督（+ 1994年）
- 6月29日 - 柳宗理、インダストリアルデザイナー（+ 2011年）

### 7月
- 7月9日 - デイヴィッド・ダイアモンド、作曲家（+ 2005年）
- 7月16日 - 青木半治、スポーツ指導者、日本陸上競技連盟名誉会長（+ 2010年）
- 7月20日 - 景浦將、プロ野球選手（+ 1945年）
- 7月21日 - 服部安司、政治家（+ 2011年）
- 7月22日 - 高尾光子、女優・子役（+ 1980年）
- 7月24日 - 吉田猪佐喜[4]、プロ野球選手（+ 1982年）
- 7月25日 - 山形勲、俳優（+ 1996年）
- 7月25日 - ジョセフ・P・ケネディ・ジュニア、ジョン・F・ケネディの兄、米海軍パイロット(+ 1944年)
- 7月27日 - マリオ・デル＝モナコ、テノール歌手（+ 1982年）

### 8月
- 8月1日 - 小平忠、政治家（+ 2000年）
- 8月2日 - 蓮田修吾郎、鋳金家（+ 2010年）
- 8月6日 - ハル・松方・ライシャワー、エドウィン・O・ライシャワー夫人（+ 1998年）
- 8月7日 - 清水房雄、歌人（+ 2017年）
- 8月9日 - マイケル・ヤング、社会学者（+ 2002年）
- 8月15日 - 神沢浄、政治家（+ 2007年）
- 8月16日 - 佐々木常助、元プロ野球選手（+ 没年不詳）
- 8月24日 - ジェイムズ・ティプトリー・Jr.、SF作家（+ 1987年）
- 8月26日 - 下条正巳、俳優（+ 2004年）
- 8月28日 - ターシャ・テューダー、絵本画家・挿絵画家・園芸家・人形作家（+ 2008年）
- 8月29日 - イングリッド・バーグマン、女優（+ 1982年）
- 8月31日 - 菊矢吉男、プロ野球選手（+ 1990年）

### 9月
- 9月3日 - メンフィス・スリム、シンガーソングライター（+ 1988年）
- 9月7日 - 伊藤清、数学者（+ 2008年）
- 9月9日 - 塩田剛三、武道家・養神館合気道創始者（+ 1994年）
- 9月15日 - 鯨岡兵輔、政治家（+ 2003年）
- 9月20日 - 藤堂明保、中国語学者・中国文学者（+ 1985年）
- 9月25日 - 三門順子、歌手（+ 1954年）
- 9月28日 - 坂東文夫、彫刻家（+ 2006年）
- 9月28日 - 浜崎忠治、プロ野球選手（+ 没年不明）

### 10月
- 10月1日 - 浅野勝三郎、プロ野球選手（+ 没年不明）
- 10月5日 - 南美江、女優（+ 2010年）
- 10月5日 - 牛丸義留、官僚、元厚生事務次官、元社会保険庁長官(事取)（+ 没年不明）
- 10月8日 - ルナ・レオポルド、地形学者・水文学者（+ 2006年）
- 10月10日 - 伏見信子、元女優（+ 生死不明）
- 10月10日 - ジャン・ゴットマン、地理学者（+ 1994年）
- 10月11日 - 松尾五郎、元プロ野球選手（+ 没年不明）
- 10月15日 - ダド・マリノ、アメリカ合衆国のプロボクサー、第15代世界フライ級王者（+ 1989年）
- 10月17日 - アーサー・ミラー、劇作家（+ 2005年）
- 10月17日 - 殿山泰司、俳優（+ 1989年）
- 10月20日 - 岡本利三、プロ野球選手（+ 2002年）
- 10月23日 - 柴田承二、薬学者、東京大学名誉教授（+ 2016年）
- 10月25日 - 石田光彦、プロ野球選手（+ 1980年）
- 10月25日 - 増田順司、俳優（+ 1989年）
- 10月31日 - 林清一、プロ野球選手（+ 1990年）

### 11月
- 11月3日 - 白木一二、プロ野球選手（+ 1944年？）
- 11月6日 - 岩田次男、プロ野球選手（+ 没年不明）
- 11月9日 - 上野豊、実業家（+ 2016年）
- 11月12日 - ロラン・バルト、思想家（+ 1980年）
- 11月12日 - 串田孫一、詩人・哲学者・随筆家（+ 2005年）
- 11月12日 - 春日野八千代、宝塚歌劇団女優（+ 2012年）
- 11月16日 - 片野饗一、銀行家（+ 2002年）
- 11月16日 - 小阪三郎、プロ野球選手（+ 1992年）
- 11月20日 - 庄野英二、児童文学者（+ 1993年）
- 11月20日 - 市川崑、映画監督（+ 2008年）
- 11月23日 - 桜井光堂、法学者(国際法)、駒澤大学名誉教授（+ 生死不明）
- 11月23日 - 稲垣清、海軍軍人・真珠湾攻撃で戦死した九軍神の一人（+ 1941年）
- 11月25日 - アウグスト・ピノチェト、軍人・政治家、第30代チリ大統領（+ 2006年）
- 11月25日 - 鄭周永、実業家、現代財閥創業者（+ 2001年）
- 11月26日 - アール・ワイルド、ピアニスト・作曲家（+ 2010年）
- 11月29日 - ビリー・ストレイホーン、ジャズピアニスト・作曲家（+ 1967年）
- 11月30日 - ブラウニー・マギー、アメリカ合衆国のブルース歌手、ギタリスト（＋ 1996年）

### 12月
- 12月2日 - 三笠宮崇仁親王、日本の皇族・大正天皇の第四皇子（+ 2016年）
- 12月7日 - リイ・ブラケット、SF作家（+ 1978年）
- 12月9日 - エリーザベト・シュヴァルツコップ、ソプラノ歌手（+ 2006年）
- 12月12日 - フランク・シナトラ、歌手（+ 1998年）
- 12月13日 - クルト・ユルゲンス、俳優（+ 1982年）
- 12月14日 - 戸板康二、演劇評論家・推理作家（+ 1993年）
- 12月17日 - ロバート・ダール、政治学者（+ 2014年）
- 12月19日 - エディット・ピアフ、歌手（+ 1963年）
- 12月25日 - ダヴィッド・アシュケナージ、ピアニスト・コンサートマスター・作曲家（+ 1997年）
- 12月25日 - 逢初夢子、女優（+ 生死不明）

## 死去

### 1月
- 1月1日 - 岡田良一郎、勧業資金積立組合創設者・衆議院議員（* 1839年）
- 1月2日 - カール・ゴルトマルク、作曲家（* 1830年）
- 1月5日 - 永倉新八、新選組副長助勤（* 1839年）
- 1月6日 - 渡辺篤、京都見廻組（* 1843年）
- 1月12日 - 有坂成章、軍人（* 1852年）
- 1月14日 - 近藤朔風、翻訳家（* 1880年）
- 1月18日 - アナトーリイ・ステッセリ、軍人（* 1848年）
- 1月24日 - アルトゥル・アウヴェルス、天文学者（* 1838年）
- 1月26日 - 大久保春野、軍人・華族（* 1846年）
- 1月27日 - 大関増徳、黒羽藩主（* 1839年）
- 1月31日 - 本城問亭、漢学者（* 1863年）

### 2月
- 2月5日 - ロス・バーンズ、メジャーリーガー（* 1850年）
- 2月8日 - 長塚節、歌人（* 1879年）
- 2月12日 - エミール・ワルトトイフェル[5]、作曲家（* 1837年）
- 2月20日 - 岩村通俊、農商務大臣・宮中顧問官・初代北海道庁長官・華族（* 1840年）
- 2月28日 - 瀬沼夏葉、小説家・翻訳家（* 1875年）

### 3月
- 3月1日 - ジェームズ・ゲイキー、地質学者（* 1839年）
- 3月13日 - セルゲイ・ウィッテ、政治家（* 1849年）
- 3月14日 - ウォルター・クレーン、芸術家（* 1845年）
- 3月15日 - 糸洲安恒、空手家（* 1831年）
- 3月18日 - 香川敬三、志士・枢密顧問官・華族（* 1841年）
- 3月21日 - 鈴木清、初代赤心社社長（* 1848年）
- 3月21日 - フレデリック・テイラー、エンジニア・経営学者（* 1856年）
- 3月26日 - ミシェル・ブレアル、言語学者（* 1832年）
- 3月31日 - 初代ロスチャイルド男爵ナサニエル・ロスチャイルド、銀行家・政治家（* 1840年）

### 4月
- 4月2日 - 前場喜司馬、新選組隊士（* 1846年）
- 4月3日 - イツホク・レイブシュ・ペレツ、劇作家・詩人・小説家（* 1851年か1852年）
- 4月6日 - カーティス・ギルド、マサチューセッツ州知事・軍人（* 1860年）
- 4月25日 - 伊藤一郎、衆議院議員・教育家（* 1850年）
- 4月25日 - フレデリック・ウィリアム・スワード、第6代アメリカ合衆国国務次官補（* 1830年）
- 4月27日 - アレクサンドル・スクリャービン、作曲家・ピアニスト（* 1872年）

### 5月
- 5月9日 - アンソニー・ワイルディング、テニス選手（* 1883年）
- 5月10日 - カール・ゴットハルト・ランプレヒト、歴史家（* 1856年）
- 5月14日 - ウィルヘルム・ローゼ、天文学者（* 1845年）
- 5月16日 - ジュリヤン・ボードリエ、書誌学者（* 1860年）
- 5月20日 - チャールズ・フランシス・アダムズ、ユニオン・パシフィック鉄道社長・軍人（* 1835年）

### 6月
- 6月2日 - デーブ・オル、メジャーリーガー（* 1859年）
- 6月3日 - 横山源之助、ジャーナリスト（* 1871年）
- 6月6日 - 酒井忠篤、庄内藩主・華族（* 1853年）
- 6月15日 - コンスタンチン・コンスタンチノヴィチ、ロシアの皇族・劇作家（* 1858年）
- 6月19日 - セルゲイ・タネーエフ、作曲家・ピアニスト・教育家（* 1856年）
- 6月29日 - マルチナ・バーグマン＝オスターバーグ、教育家（* 1849年）

### 7月
- 7月1日 - ヨハン・エイクマン、薬学者、化学者（* 1851年）
- 7月2日 - ポルフィリオ・ディアス、メキシコ大統領（* 1830年）
- 7月6日 - ローレンス・ハーグレイヴ、発明家（* 1850年）
- 7月8日 - 三津木春影、小説家・翻訳家（* 1881年）
- 7月26日 - ジェームズ・マレー、言語学者（* 1837年）

### 8月
- 8月5日 - 佐久間左馬太、軍人・台湾総督・近衛師団長・華族（* 1844年）
- 8月6日 - ベンジャミン・トレイシー、弁護士・検事・判事・軍人・アメリカ合衆国海軍長官（* 1830年）
- 8月10日 - ヘンリー・モーズリー、物理学者（* 1887年）
- 8月19日 - 島津忠済、貴族院議員・華族（* 1855年）
- 8月20日 - パウル・エールリヒ、細菌学者・化学者・ノーベル生理学・医学賞受賞者（* 1854年）
- 8月22日 - オギュスタン・バリエ、作曲家・オルガニスト（* 1883年）
- 8月28日 - ジョン・デイヴィス・ロング、弁護士・マサチューセッツ州知事・アメリカ合衆国海軍長官（* 1838年）
- 8月31日 - グリーン・バーディマン・ブラック、歯科医師（* 1836年）
- 8月31日 - アドルフ・ペグー、操縦士（* 1889年）

### 9月
- 9月1日 - 井上馨、外務大臣・農商務大臣・内務大臣・元老・華族（* 1836年）
- 9月9日 - アルバート・スポルディング、メジャーリーガー（* 1850年）
- 9月24日 - ピョートル・ドゥルノヴォ、法律家・官僚・政治家（* 1845年）
- 9月28日 - 斎藤一、武士・新選組副長助勤・警察官（* 1844年）
- 9月29日 - ルディ・シュテファン、作曲家（* 1887年）

### 10月
- 10月7日 - フリードリヒ・ハーゼノール、物理学者（* 1874年）
- 10月11日 - ジャン・アンリ・ファーブル、生物学者（* 1823年）
- 10月12日 - パンクラティア・ボンフィル、修道士・教育家（* 不詳）
- 10月15日 - パウル・シェーアバルト、画家・作家・詩人（* 1863年）
- 10月22日 - ヴィルヘルム・ヴィンデルバント、哲学者（* 1848年）

### 11月
- 11月14日 - テオドル・レシェティツキ、音楽教育者・作曲家・ピアニスト（* 1830年）
- 11月15日 - ブッカー・T・ワシントン、教育家・作家（* 1856年）

### 12月
- 12月19日 - アロイス・アルツハイマー、医師（* 1864年）
- 12月23日 - アーサー・ヒューズ、画家・イラストレーター（* 1831年）
- 12月31日 - ティップ・オニール、メジャーリーガー（* 1858年）

### 月日不詳
- 9月 - クロード・マクドナルド、外交官（* 1852年）
- ホセ・マリア・ウサンディサーガ、作曲家（* 1887年）
- 東恩納寛量、空手家（* 1853年）

## ノーベル賞
- 物理学賞 - ヘンリー・ブラッグ、ローレンス・ブラッグ
- 化学賞 - リヒャルト・ヴィルシュテッター
- 生理学・医学賞 - 該当者なし
- 文学賞 - ロマン・ロラン
- 平和賞 - 該当者なし